# Примаэль
Примаэль (умер ок. 450 года) — отшельник Кемперский. День памяти — 16 мая.
Святой Примаэль родился на Британских островах. Он переселился на континент, в Бретань, где стал жить отшельником неподалёку от Кемпера. В тех краях в его честь освящены несколько храмов.
Имя восходит к бретонскому prit — красивый.